# آرامگاه شاه سلیمان
بقعه شاه سلیمان مربوط به دوره صفوی است و در نراق، مجاور شهرداری واقع شده و این اثر در تاریخ ۲۵ اسفند ۱۳۷۹ با شمارهٔ ثبت ۳۵۳۶ به‌عنوان یکی از آثار ملی ایران به ثبت رسیده است.